# جون رودومتكين
جون رودومتكين (بالإنجليزية: John Rudometkin)‏ مواليد 06 يونيو 1940 في سانتا ماريا - الوفاة 4 أغسطس 2015، كان لاعب كرة سلة أمريكي. بدأ مسيرته الاحترافية في سنة 1962. تم اختياره من قبل فريق نيويورك نيكس خلال الدرافت. بلغ طوله 6 قدم 6 بوصة (2.0 م). اعتزل اللعب في 1965. لعب مع نيويورك نيكس وغولدن ستايت ووريورز.

## روابط خارجية
- جون رودومتكين على موقع إن بي أي (الإنجليزية)
- جون رودومتكين على موقع سبورتس رفرنس (الإنجليزية)
- جون رودومتكين على موقع كلية كرة السلة في سبورتس رفرنس.كوم (الإنجليزية)
- جون رودومتكين على موقع ريلجم (الإنجليزية)
- جون رودومتكين على موقع بروبوليرز (الإنجليزية)